# UNIVAC 1102
La UNIVAC 1102, o ERA 1102 fue diseñada por Engineering Research Associates para el Arnold Engineering Development Center de la Fuerza Aérea de los Estados Unidos en Tullahoma, Tennessee en respuesta a una solicitud de oferta (request for proposal RFP) publicada en 1950. La Fuerza Aérea necesitaba tres computadores para hacer reducción de datos para dos túneles de viento y una instalación de pruebas de motores.
La 1102 fue una variante de la UNIVAC 1101, usando sus palabras de 24 bits y una memoria de tambor más pequeña (solamente 8192 palabras). La máquina tenía 2700 tubos de vacío, pesaba 6.350 kg, y ocupaba un área de 11 m² de superficie.
Los computadores fueron conectados a canales de datos provenientes de los túneles de viento y la instalación de motores. Había cinco máquina de escribir para salida impresa, cinco perforadoras de cinta de papel, y cuatro plotters para producir gráficos.
Los tres computadores y sus periféricos fueron enviados entre julio de 1954 y marzo de 1956 con un precio total de $1.400.000. El software para los computadores fue desarrollado completamente en el Arnold Engineering Development Center. Todos los programas fueron hechos en lenguaje de máquina (Los ensambladores y los compiladores nunca fueron desarrollados).